# Takács de Saár
Takács de Saár (en húngaro: saári Takács) es una familia noble húngara. Los miembros de la familia vivieron principalmente en los condados de Vas y Sopron y tenían su sede en la aldea de Saár, que desde 1912 es un distrito de Sárvár. La nobleza de la familia fue confirmada en 1646 por el rey Fernando III.

## Escudo de armas
En el centro del escudo un triángulo rojo. En el centro del triángulo una media luna. Por encima del triángulo en un campo azul dos estrellas brillantes. En el casco un guerrero húngaro blandiendo un sable.

## Miembros conocidos de la familia
- Miklós Takács de Saár, silvicultor, político socialdemócrata[2]